# Lord Peters största affär
Lord Peters största affär (en. Whose Body?) är en detektivroman av Dorothy L. Sayers, utgiven 1923 under den engelskspråkiga detektivromanens guldålder och på svenska 1925 med titeln Lord Peters största affär. Det är den första boken i en lång serie av böcker där Lord Peter Wimsey uppträder som detektiv. 
Wimsey är på väg mot en auktion av sällsynta värdefulla historiska skrifter när han får veta att en av familjens bekanta har hittat ett lik i sitt badkar - en naken manskropp utan några identifikations- eller kännetecken, förutom en pincené. Lägenhetsinnehavaren har ingen aning om varifrån den döde kom eller vem han är. Han blir snart själv misstänkt för mord och ringer desperat till Lord Peter efter hjälp - Lord Peter har rykte om sig att kunna lösa mysterier, stölder och annat som förekommer i hans närhet.